# 阿伦·拉姆齐
阿伦·詹姆斯·拉姆齐（英語：Aaron James Ramsey；1990年12月26日—），是一名威尔士职业足球员，司職中場，現效力於墨西哥足球超級聯賽球隊普馬斯，他也代表威爾斯足球代表隊參加國際比賽並擔任隊長。
藍斯是一位全能中場，主要出任中場中的位置，亦曾出任左、右翼鋒的位置。藍斯在效力卡迪夫城時，經過8年在青年軍的時間，升上一隊，並成為球隊最年輕的上陣球員，同時亦在2008年的英格蘭足總盃決賽上陣。2008年，藍斯以500万歐元的價錢轉會阿仙奴，可是他的球員生涯因對陣史篤城的一次斷腳而急轉直下。經過兩次的外借，他於2011-12賽季重新成為正選球員。藍斯於2013-14賽季成為球隊的重心球員，於各項賽事攻入16球，包括於英格蘭足總盃決賽絕殺對手侯城。於2015年及2017年的足總盃決賽，藍斯均有代表球隊上陣並贏得冠軍，他更於2017年的決賽再次攻入致勝的入球。
藍斯於2008年首次代表威爾斯足球代表隊出場，並協助球隊晉身2016年歐洲足球錦標賽決賽周。他亦曾為英国奥林匹克足球队上陣，參加2012年夏季奧林匹克運動會男子足球比賽。

## 球員生涯

### 早年
年幼的藍斯就讀於卡菲利自治市的學校。在十一歲前，藍斯所接觸的運動為欖球，欖球隊St Helens RFC曾邀請藍斯加入，可是藍斯已加入卡迪夫城的青訓系統。藍斯在幼年时就因为其天赋而被受关注。年仅8岁时，纽卡斯尔联就试图与其签订训练合约，但是最终藍斯选择了家乡威尔士首府的卡迪夫城。藍斯曾是2005年威爾士學校運動員協會五項全能的冠軍，並於2006年英國五項全能U17的組別排名第4。
藍斯少時和他的父母吉文和馬琳、弟弟佐舒同住，其後與前熱刺守衛、卡迪夫城時期的隊友同住。藍斯能說英語及威爾斯語。

### 卡迪夫城

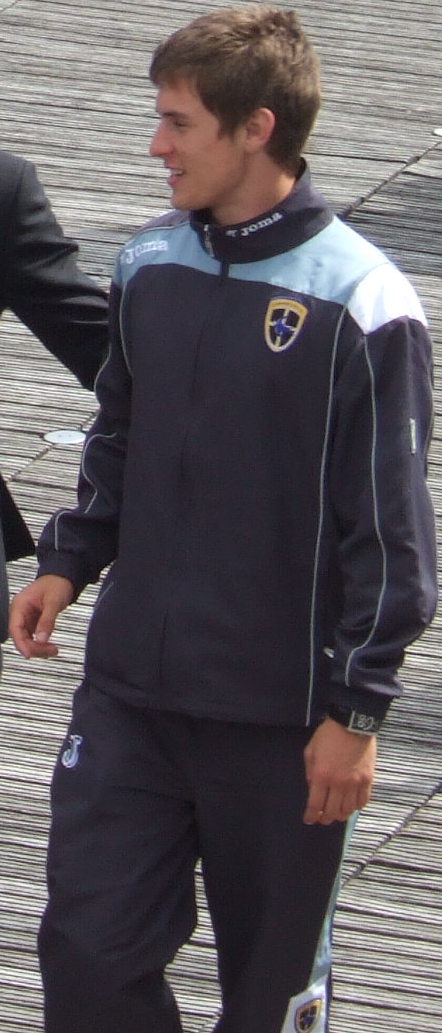
2008年，效力卡迪夫城時的藍斯

2007年4月28日，藍斯第一次为卡迪夫城上场参加英格蘭足球冠軍聯賽對候城，虽然只替补上场作賽6分钟，但是仍然打破了约翰·陶錫保持了42年的最年轻出场纪录，当时拉姆齐只有16岁124天。2007年夏天，卡迪夫城一共收到了三家英超俱乐部的出价，其中包括愛華頓和利物浦，都想用100万英镑收购藍斯，但是被俱乐部拒绝。
2007/08赛季藍斯获得更多上场机会，而且随卡迪夫城打入了英格蘭足总杯决赛，他成为了有史以来在足总杯决赛上场最年轻的球员。赛季结束后曼联、阿仙奴及愛華頓的500万英镑转会开价被卡迪夫城接受，待藍斯作最後決定。雲加通知丹尼·菲茲曼，他打算與藍斯會面，這位槍手董事幫助安排了一架一流的私人專機，載上他和他的家人直接來到瑞士。藍斯和他的父母吉文和馬琳，在周六早上從盧頓機場飛往瑞士，之後與雲加共進午餐，在那裡雲加告訴他們關於將藍斯培養為一個球星的主要計劃。這次會面進行了2個小時，雲加希望與這位球員坦誠相對，故雙方都隨意提問，氣氛良好。 
這次會談結束之後，藍斯在坐飛機回家之前，已說出他樂意去倫敦，同時阿仙奴很禮貌地也開價不低。在周日和周一仔細考慮所有報價之後，藍斯告訴卡迪夫他最終選擇了酋長球場。卡迪夫城主席彼得·雷德斯達爾承認他更樂意讓藍斯轉會去曼聯，但是他會完成與阿仙奴的交易。

### 阿仙奴
2008年6月13日正式加盟阿仙奴，也見證一位阿仙奴傳奇的誕生，他穿上16號球衣，出任正中場的位置。。2009年7月1日藍斯與阿仙奴簽下一份長期新約。8月22日主場迎戰樸茨茅夫，藍斯下半場射入「埋齋」一球成4-1，是加盟以來首個入球。

#### 2009-10球季
英超第28輪客場對陣史篤城的比赛进行到第66分钟时，藍斯被主队中卫梳爾哥斯铲倒。结果小腿变形，继伊度亞度之后成为又一个断腿的阿仙奴球员。藍斯賽後證實右腳脛骨及腓骨一同骨折，於2010年2月28日接受手術接駁6處骨折，養傷直到11月底才在對狼隊的預備隊賽事上陣半場。11月25日在借用球員限期關閉前4分鐘，藍斯完成借用到英冠球會諾定咸森林的手續，效力至翌年1月3日，之前領隊雲加曾否認會將藍斯外借的傳聞，雖然受到嚴寒天氣影響，藍斯在諾定咸森林在的5星期仍取得5場上陣機會，其中兩場擔任正選，於2011年1月5日借用期滿返回阿仙奴。1月22日再被外借返回母會卡迪夫城1個月，2月22日主場對莱斯特城藍斯射入1球協助球隊鎖定2-0勝局，卡迪夫城雖然希望續借，但由於法比加斯受傷，雲加於借用期滿召回藍斯。

#### 2011-12球季

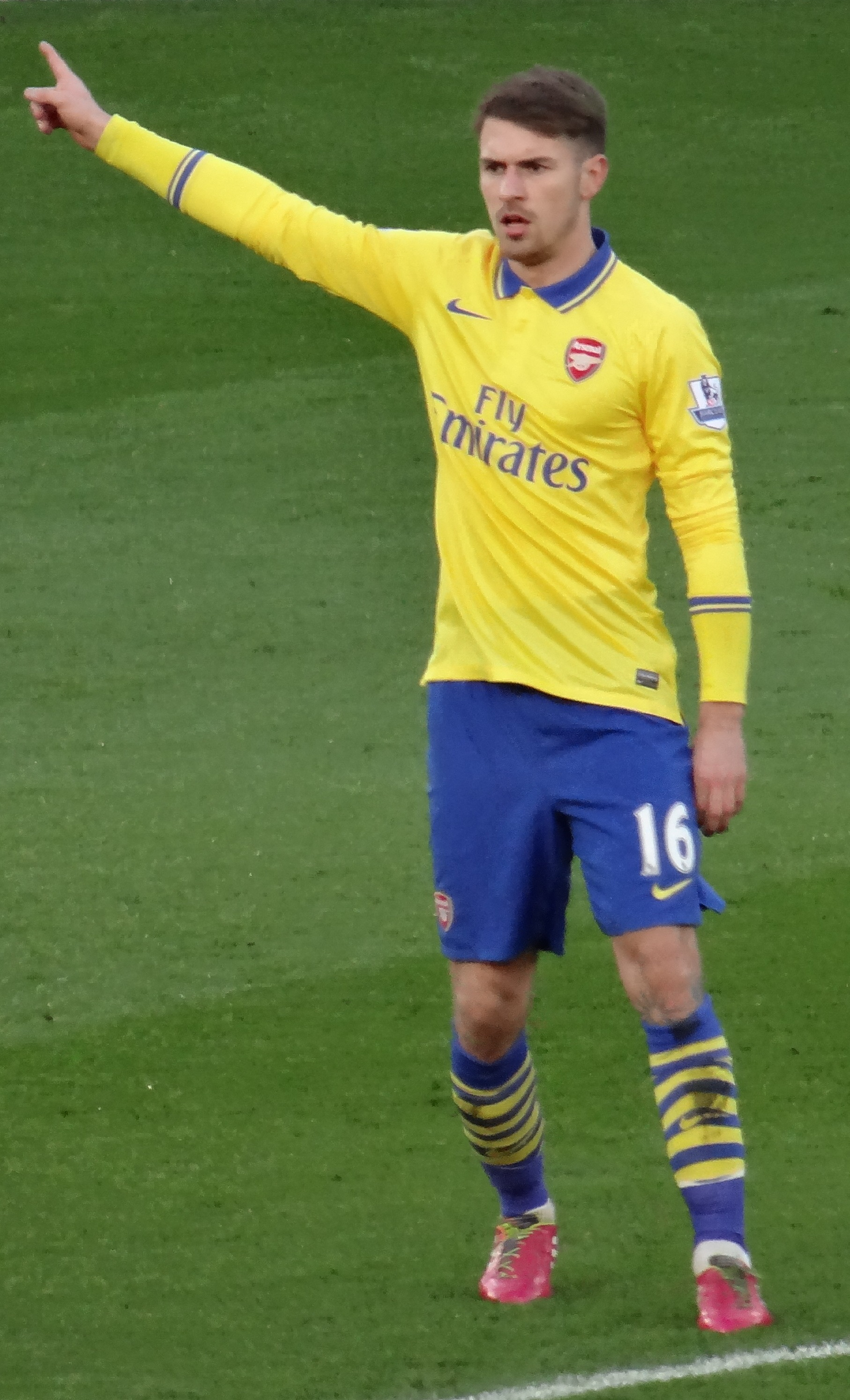
藍斯倒戈對陣舊母會卡迪夫城

隨著阿仙奴先後賣走隊長，等主將後，中場創造能力大大受創，領隊雲加將他放在進攻中場位置上。然而藍斯在該季的表現差強人意，經常出現控球失誤，傳球失誤等問題，與斷腳前時判若兩人，漸漸地他也被排除於正選陣容中。

#### 2012-13球季
阿仙奴再度出售陣中主力，把雲佩斯賣至曼聯，但同時引入了西班牙進攻中場卡索拉，藍斯依舊只是球隊的後備。但領隊雲加仍然對他抱有信任，每一場比賽中都是第一個將他換入場中，而雲加更將藍斯放在不同的位置上嘗試，讓他找回昔日的狀態。在球隊進入下半球季時，雲加將藍斯確定為防守中場，與阿迪達塔鎮守中路。在確定位置後藍斯表現一場比一場好，其不惜力氣全場奔跑的態度獲外界的高度評價。

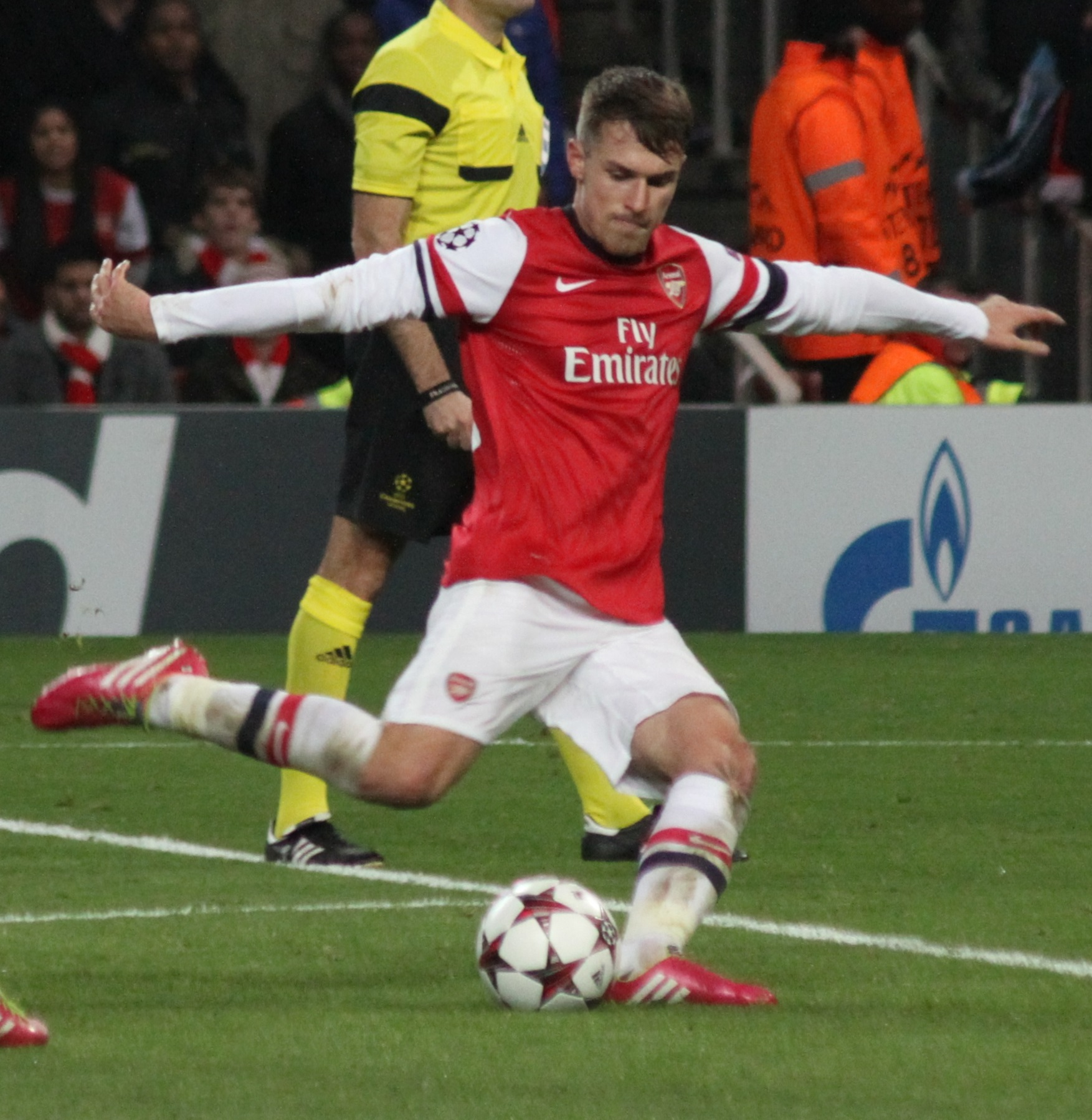
藍斯在11月26日歐聯對陣馬賽中主射罰球

#### 2013-14賽季
本季為藍斯的大爆發，球隊在夏天時以破球會轉會費記錄引入了德國進攻中場奧斯爾及簽回舊部法明尼，配合原有的卡索拉、威爾謝爾、和阿迪達等中場人腳，阿仙奴的中場為最近4至5年最強盛的一次，在星光煜煜的陣容下藍斯的表現銳不可當，由於後場已有防守中場阿迪達或法明尼鎮守著，這令藍斯更多上前參與進攻，其中在各項賽事中更錄得連續攻入10球的恐怖記錄，這令藍斯再次獲得阿仙奴官方的月份最佳球員，值得一提的是藍斯已是跨季連續5次獲取月份最佳球員的獎項。在12月26日對韋斯咸的比賽中，他不幸拉傷大腿肌肉,這與球隊缺少輪換所致，由此藍斯傷停4個月的時間，而阿仙奴在失去藍斯的4個月中比現急速下滑，進攻出現乏力的情況，導致連續數場關鍵的比賽失分和跌出榜首的位置。
在2014年3月18日，由於表現非常搶眼，阿仙奴向藍斯開出一份週薪高達10萬英鎊的5年合約，並透露藍斯已經同意在新合約上簽字，10萬英鎊週薪將會是僅次於奧斯爾成為全隊第二高薪。4月6日,傷停4個月的藍斯復出，並於4月12日的足總杯4強對陣韋根的比賽中以正選身份上陣。在4月20日，藍斯在英超對陣侯城的比賽中再度入球並交出兩個助攻，賽後更被評為比賽最佳球員。藍斯的回歸讓阿仙奴行軍速度加快，一改進攻乏力的情況。在5月17日足總盃決賽，球隊短短8分鐘內連失兩球,及後憑住卡索拉和哥斯尼的入球追平將比賽帶進加時賽。在109分鐘，藍斯攻入反超前的入球，令阿仙奴結束近9年的冠軍荒，取得足總盃冠軍，並成為該場的官方最佳球員。球季結束後，藍斯以58%的票數奪得2013-14球季阿仙奴官方最佳球員獎項。

#### 2014-15賽季
在英格蘭社區盾對陣曼城的比賽中，藍斯攻入阿仙奴的第二球，協助阿仙奴以3比0大勝曼城，贏得社區盾。在聯賽第一場對陣水晶宮時，藍斯在補時階段為阿仙奴攻入致勝球，令阿仙奴反勝2比1。不過，藍斯在歐洲聯賽冠軍盃外圍賽對陣比錫達斯時得到紅牌，被逐離場，球隊亦只能以0比0跟對手打平。8月23日，在聯賽對陣，他攻入一球，協助球隊在葛迪遜公園球場逼和對手2比2。
12月3日，藍斯交出關鍵助攻予，令球隊以1比0小勝。及後聯賽對着史篤城的比賽，藍斯射入窩利入球，但可惜以3：2在大不列顛球場敗陣，結束其三個月的入球荒。五日後的歐聯比賽對著加拉塔沙雷，更加射入兩球，以4：1大勝對手，其中藍斯射入的一個入球，接應對手的解圍後，離門30多碼球不着地射門，皮球直飛死角入網，季尾更被球迷選為2014/15球季最佳入球。

#### 2015-16賽季

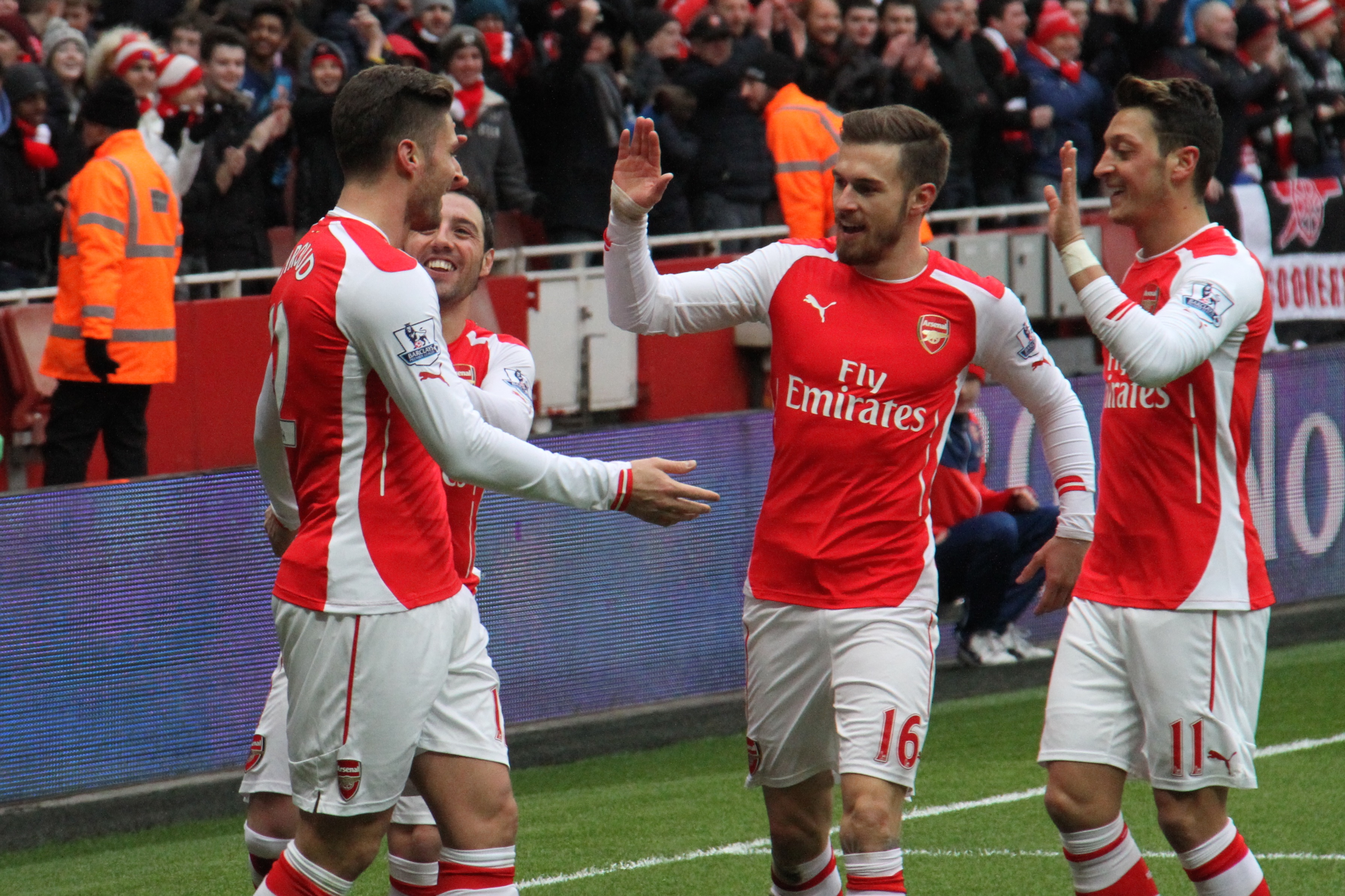
藍斯（右二）

藍斯於10月17日射入本季首個入球，令阿仙奴以3比0大勝。可惜於2016年3月8日作客的賽事中大腿受傷，傷出5星期。全季，藍斯於各項賽事上場40次，射入6球，並交出5次助攻。

#### 2016-17賽季
由於隊長阿迪達的離隊，藍斯改穿8號球衣。2017年3月7日，他於足總盃第3圈對陣普雷斯頓的比賽中攻入賽季首球，最終球隊以2比1勝出，晉級第4圈。於足總盃八強對陣林肯城的比賽中，他再次攻入1球，最終球隊以5比0大勝晉級次圈。5月27日，藍斯於2017年英格兰足总杯决赛中攻入致勝的一球，助球隊以2比1勝出比賽，奪得冠軍。他是繼2014年的足總盃決賽後，再次攻入致勝入球。

#### 2017-18賽季
藍斯於聯賽揭幕戰對陣李斯特城的比賽攻入1球，助球隊扳平3比3的比分，最終球隊以4比3反勝對手。2017年10月22日，他於客勝愛華頓5比2的比賽中攻入球隊的第4球。10月28日，藍斯於對陣史雲斯的比賽中攻入致勝的一球，協助球隊以2比1勝出。這場比賽為領隊雲加領軍的第800場英超賽事，而藍斯亦攻入了效力阿仙奴時的第50個入球。2018年2月4日，藍斯於主勝愛華頓5比1的比賽中上演職業生涯首個帽子戲法。

### 祖雲達斯
2019年2月11日，拉姆齐與尤文圖斯簽訂了一份為期四年的合同，該合同於2019年7月1日正式生效。他將獲得每週40萬英鎊的收入，這使他成為有史以來工資最高的英國球員。
2019年9月18日，拉姆齐首次在正式比賽中代表尤文圖斯，於尤文圖斯作客2-2戰平马德里竞技的歐洲冠軍聯賽的比賽中在下半場替補出場。9月21日，他在尤文圖斯主場2-1戰勝維羅納的意甲比賽中首次代表俱樂部正選出場，而且還打進了他在俱樂部的首個進球。
2020年10月20日，拉姆齐在客場2-0擊敗基輔迪納摩的比賽中第50次在歐冠比賽出場，成為繼吉格斯和贝尔之後，第三位實現這一里程碑的威爾士球員。

#### 流浪者（外借）
2022年1月31日，藍斯被外借到蘇超俱樂部流浪者，直到本賽季結束。
2022年5月18日，藍斯在2021–22年歐霸盃決賽對上法蘭克福的比賽中射失點球，未能協助流浪者奪冠。

### 尼斯
2022年8月1日，拉姆齊轉會至尼斯。

## 國家隊
2005年，藍斯入選威尔士 U17國家隊，並曾是威尔士 U17国家队的队长。2007年8月21日，未满17岁的他首次代表U21国家队参赛，以4比3的比數贏得比賽，並打破基斯·根達的紀錄，成为威尔士历史上最年轻的U-21队成员。
2008年為威爾斯成年隊上陣，出戰丹麥國家足球隊，當時年僅17歲另328日。2009年9月4日拉姆齐返回威爾斯
 U21參賽2011年歐洲U-21足球錦標賽外圍賽主場迎戰意大利 U21，射入一球協助球隊2-1獲勝，更在分組賽以10分大幅領先其對手。
隨著因傷患困擾未能經常為國家隊上陣而放棄隊長臂章後，及威廉斯曾分別獲委重任，但最終主帥史必在考慮球隊的長遠計劃下，委任年僅20歲零90日的藍斯出任隊長，於2011年3月25日主場對英格蘭首次領導國家隊出戰，並於些路迪盃對陣北愛爾蘭時，攻入成為隊長後首個入球。
2012年倫敦奧運藍斯入選了英國國奧隊的陣容，成為五位入選的威爾斯人的其中一位。他於小組賽中，上陣三場，其中正選上陣兩場，並對八強對陣南韓時攻入一球十二碼，法定時間內迫和對手。其後亦在十二碼大戰中射入，可惜英國隊落敗。
2012年10月，威爾斯主帥基斯·高文任命史雲斯守衛威廉斯為隊長，但他認為藍斯於將來很有可能再次成為隊長。2014年世界盃外圍賽中，藍斯在對陣蘇格蘭時，於73分鐘射入迫和的一球十二碼，協助球隊反勝2-1，可是他於補時階段因侵犯占士·麥亞瑟而被紅牌驅逐離場。
2016年7月，藍斯於2016年歐洲國家盃中為威爾斯國家隊上陣，並與贝尔率隊打入史無前例的四強成績，最後威爾斯在藍斯缺陣的狀況下2比0負於葡萄牙，歸國後球隊得到英雄式迎接。
2021年5月，藍斯被選入威爾士隊2020年歐洲國家盃大名單。

## 統計數字

### 球會
（截至2015年5月27日）
| 球會              | 賽季     | 聯賽 | 聯賽 | 聯賽 | 英格蘭足總盃 | 英格蘭足總盃 | 英格蘭足總盃 | 英格蘭聯賽盃 | 英格蘭聯賽盃 | 英格蘭聯賽盃 | 歐洲賽事 | 歐洲賽事 | 歐洲賽事 | 其他 | 其他 | 其他 | 總計 | 總計 | 總計 |
| 球會              | 賽季     | 出場 | 進球 | 助攻 | 出場         | 進球         | 助攻         | 出場         | 進球         | 助攻         | 出場     | 進球     | 助攻     | 出場 | 進球 | 助攻 | 出場 | 進球 | 助攻 |
| ----------------- | -------- | ---- | ---- | ---- | ------------ | ------------ | ------------ | ------------ | ------------ | ------------ | -------- | -------- | -------- | ---- | ---- | ---- | ---- | ---- | ---- |
| 卡迪夫城          | 2006–07  | 1    | 0    | 0    | 0            | 0            | 0            | 0            | 0            | 0            | –        | –        | –        | –    | –    | –    | 1    | 0    | 0    |
| 卡迪夫城          | 2007–08  | 15   | 1    | 3    | 5            | 1            | 0            | 1            | 0            | 0            | –        | –        | –        | –    | –    | –    | 21   | 2    | 3    |
| 卡迪夫城          | 總計     | 16   | 1    | 3    | 5            | 1            | 0            | 1            | 0            | 0            | –        | –        | –        | –    | –    | –    | 22   | 2    | 3    |
| 阿仙奴            | 2008–09  | 9    | 0    | 1    | 4            | 0            | 0            | 3            | 0            | 2            | 6        | 1        | 0        | –    | –    | –    | 22   | 1    | 3    |
| 阿仙奴            | 2009–10  | 18   | 3    | 3    | 2            | 1            | 0            | 3            | 0            | 0            | 6        | 0        | 1        | –    | –    | –    | 29   | 4    | 4    |
| 阿仙奴            | 2010–11  | 7    | 1    | 0    | 1            | 0            | 0            | 0            | 0            | 0            | 0        | 0        | 0        | –    | –    | –    | 8    | 1    | 0    |
| 阿仙奴            | 2011–12  | 34   | 2    | 4    | 3            | 0            | 1            | 0            | 0            | 0            | 7        | 1        | 1        | –    | –    | –    | 44   | 3    | 6    |
| 阿仙奴            | 2012–13  | 36   | 1    | 4    | 3            | 0            | 0            | 1            | 0            | 0            | 7        | 1        | 0        | –    | –    | –    | 47   | 2    | 4    |
| 阿仙奴            | 2013–14  | 23   | 10   | 9    | 2            | 1            | 0            | 1            | 0            | 0            | 8        | 5        | 1        | –    | –    | –    | 34   | 16   | 10   |
| 阿仙奴            | 2014–15  | 29   | 6    | 6    | 4            | 0            | 0            | 0            | 0            | 0            | 7        | 3        | 1        | 1    | 1    | 1    | 41   | 10   | 8    |
| 阿仙奴            | 2015–16  | 31   | 5    | 4    | 2            | 1            | 0            | 1            | 0            | 0            | 5        | 0        | 1        | 1    | 0    | 0    | 40   | 6    | 5    |
| 阿仙奴            | 總計     | 187  | 28   | 31   | 21           | 3            | 1            | 9            | 0            | 2            | 46       | 11       | 5        | 2    | 1    | 1    | 265  | 43   | 45   |
| 諾定咸森林 (外借) | 2010–11  | 5    | 0    | 0    | 0            | 0            | 0            | 0            | 0            | 0            | –        | –        | –        | –    | –    | –    | 5    | 0    | 0    |
| 卡迪夫城 (外借)   | 2010–11  | 6    | 1    | 0    | 0            | 0            | 0            | 0            | 0            | 0            | –        | –        | –        | –    | –    | –    | 6    | 1    | 0    |
| 生涯總計          | 生涯總計 | 214  | 30   | 34   | 26           | 4            | 1            | 10           | 0            | 2            | 46       | 11       | 5        | 2    | 1    | 1    | 298  | 46   | 43   |

### 國家隊上陣次數

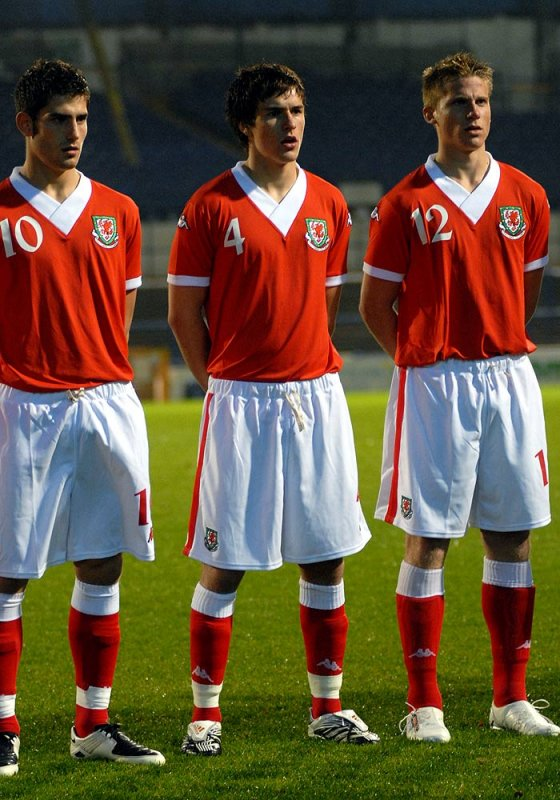
為威爾斯足球代表隊上陣的藍斯

（截至2022年11月29日）
| 國家隊 | 年份 | 上場 | 進球 |
| ------ | ---- | ---- | ---- |
| 威爾斯 | 2008 | 1    | 0    |
| 威爾斯 | 2009 | 10   | 2    |
| 威爾斯 | 2010 | 0    | 0    |
| 威爾斯 | 2011 | 9    | 3    |
| 威爾斯 | 2012 | 5    | 0    |
| 威爾斯 | 2013 | 5    | 3    |
| 威爾斯 | 2014 | 2    | 0    |
| 威爾斯 | 2015 | 6    | 2    |
| 威爾斯 | 2016 | 7    | 1    |
| 威爾斯 | 2017 | 7    | 2    |
| 威爾斯 | 2018 | 6    | 1    |
| 威爾斯 | 2019 | 2    | 2    |
| 威爾斯 | 2020 | 1    | 0    |
| 威爾斯 | 2021 | 10   | 4    |
| 威爾斯 | 2022 | 7    | 0    |
| 合計   | 合計 | 78   | 20   |

### 國家隊入球
國家隊
| #   | 日期           | 地點                                   | 對手       | 入球 | 比數 | 比賽                   |
| --- | -------------- | -------------------------------------- | ---------- | ---- | ---- | ---------------------- |
| 1.  | 2009年10月14日 | 列支敦士登瓦杜茲,萊茵公園球場          | 列支敦斯登 | 2-0  | 2-0  | 2010年世界盃外圍賽     |
| 2.  | 2009年11月14日 | 威爾斯卡迪夫， 卡迪夫城運動場          | 苏格兰     | 3-0  | 3-0  | 友谊赛                 |
| 3.  | 2011年5月27日  | 愛爾蘭都柏林，新蘭斯敦路球場           | 北爱尔兰   | 1-0  | 2-0  | 2011年凯尔特杯         |
| 4.  | 2011年9月2日   | 威爾斯卡迪夫，卡迪夫城運動場           | 蒙特內哥羅 | 2-0  | 2-1  | 2012年欧洲国家盃外围賽 |
| 5.  | 2011年10月7日  | 威爾斯史雲斯， 自由球場                | 瑞士       | 1-0  | 2-0  | 2012年欧洲国家盃外围賽 |
| 6.  | 2013年3月22日  | 蘇格蘭格拉斯哥，咸普頓公園球場         | 苏格兰     | 1-1  | 2-1  | 2014年世界盃外圍賽     |
| 7.  | 2013年9月6日   | 馬其頓共和國斯科普里，飛利浦二世競技場 | 北馬其頓   | 1-1  | 1-2  | 2014年世界盃外圍賽     |
| 8.  | 2013年10月15日 | 比利時布魯塞爾，博杜安國王體育場       | 比利时     | 1-1  | 1-1  | 2014年世界盃外圍賽     |
| 9.  | 2015年3月28日  | 以色列海法，Sammy Ofer Stadium         | 以色列     | 1-0  | 3-0  | 2016年歐洲國家盃外圍賽 |
| 10. | 2015年10月13日 | 威爾斯卡迪夫， 卡迪夫城運動場          | 安道尔     | 1-0  | 2-0  | 2016年歐洲國家盃外圍賽 |
| 11. | 2016年6月20日  | 法國圖盧茲， 圖盧茲市政球場            | 俄羅斯     | 1-0  | 3-0  | 2016年歐洲國家盃       |

 英國國奧隊
| #  | 日期         | 地點                 | 對手 | 入球 | 比數 | 比賽                                 |
| -- | ------------ | -------------------- | ---- | ---- | ---- | ------------------------------------ |
| 1. | 2012年8月4日 | 威爾斯卡迪夫千禧球場 |      | 1-1  | 1-1  | 2012年夏季奧林匹克運動會男子足球比賽 |

## 个人
藍斯於2014年6月8日和Colleen Rowlands結婚。
據說拉姆齐的偶像是曼联的威尔士球星吉格斯。

## 藍斯魔咒
早於2011年，外國網上流傳，每當藍斯入球，數天內便有一名名人逝世。首名的「受害者」為拉登，藍斯於2011年5月1日對陣曼聯的比賽入球後，第二日拉登便由美國的特種部隊擊殺而死。其他的「受害者」包括喬布斯(Steve Jobs)、雲妮·侯斯頓(Whitney Elizabeth Houston)等。此魔咒於2013-2014年間開始較少提起，因為該季藍斯的入球不斷。不過在2016年1月9日及14日主場對新特蘭客場對利物浦取得入球的賽事後不久，英國著名搖滾樂手大衛·寶兒及英國著名演員阿倫·烈卡文（曾經在《哈利波特》系列中飾演賽佛勒斯·石內卜教授）分別因肝癌及胰臟癌離世，藍斯魔咒被人再一次提起。
此外，藍斯的生日12月26日亦有多宗國際大事發生。在其1歲生日時蘇聯解體，13歲生日時伊朗大地震，14歲生日時南亞海嘯，16歲生日時台灣恆春7級地震以及29歲生日時人類首次發現新冠肺炎。而藍斯自己曾經在2011年12月15日在新浪微博發文「coming soon...」，兩日後北韓領袖金正日逝世。
而藍斯亦因此被球迷冠名為「死神」。
2020年，新冠狀病毒在全球蔓延。病毒在三月開始在意大利爆發，意大利宣布全國戒嚴，意甲比賽亦被逼暫停。在意甲宣布停賽前，藍斯於對陣國際米蘭的意大利打毗中入球，被網民戲稱藍斯魔咒使意大利爆發新冠狀病毒。

## 榮譽

### 球會
卡迪夫城
- 英格蘭足總盃亞軍：2008年

阿仙奴
- 英格蘭足總盃冠軍﹕2014年，2015年，2017年
- 英格蘭社區盾﹕2014年, 2015年
- 酋長盃 冠軍：2009年, 2015年

尤文图斯
- 義大利甲組足球聯賽冠軍﹕2019-20
- 義大利超級盃冠軍：2020
- 意大利盃冠軍：2020–21[53]

格拉斯哥流浪
- 蘇格蘭足總盃冠軍：2021–22

### 個人
- 威爾斯最佳青年球員：2009年[54],2010年[55]；
- 阿仙奴年度最佳球員：2014年
- 英格蘭足總盃決賽最佳球員：2014年
- 英超每月最佳球員：2013年9月
- 歐洲國家盃最佳陣容：2016年
- 英超每月最佳進球：18/19賽季

## 外部連結
- Soccerway資料庫：阿伦·拉姆齐
- 足球数据库：Aaron Ramsey的球员统计数据
- 阿仙奴官方 艾朗·藍斯檔案 （页面存档备份，存于）